# Federale Wetenschappelijke Instelling
Een Federale Wetenschappelijke Instelling (FWI) (Frans: Établissement scientifique fédéral belge) in België is een door de Federale Overheid gefinancierde wetenschappelijke instelling die niet geregionaliseerd is. De meeste staan onder toezicht van de POD Wetenschapsbeleid. 
Onder toezicht van de POD Wetenschapsbeleid:
- het Algemeen Rijksarchief en Rijksarchief in de Provinciën (Rijksarchief in België)
- de Koninklijke Bibliotheek van België
- het Belgisch Instituut voor Ruimte-aeronomie
- het Koninklijk Meteorologisch Instituut van België
- het Koninklijk Belgisch Instituut voor Natuurwetenschappen
- het Koninklijk Instituut voor het Kunstpatrimonium
- het Koninklijk Museum voor Midden-Afrika
- de Koninklijke Musea voor Kunst en Geschiedenis
- de Koninklijke Musea voor Schone Kunsten van België
- de Koninklijke Sterrenwacht van België

Onder toezicht van de Federale Overheidsdienst Volksgezondheid, Veiligheid van de Voedselketen en Leefmilieu:
- Sciensano, de opvolger van het Wetenschappelijk Instituut Volksgezondheid (WIV) en het Centrum voor Onderzoek in de Diergeneeskunde en de Agrochemie (CODA)

Onder toezicht van het Ministerie van Landsverdediging:
- het Nationaal Geografisch Instituut
- het Koninklijk Museum van het Leger en de Krijgsgeschiedenis

Onder toezicht van de Federale Overheidsdienst Economie, K.M.O., Middenstand en Energie:
- het Studiecentrum voor Kernenergie (SCK•CEN)

Onder toezicht van de Federale Overheidsdienst Justitie:
- het Nationaal Instituut voor Criminalistiek en Criminologie (NICC)

Tot 1 januari 2014 maakte ook de Nationale Plantentuin van België deel uit van de federale wetenschappelijke instellingen.